# Sveriges Grand Prix
Sveriges Grand Prix var et Formel 1-løb som indgik i verdensmesterskabet i perioden 1973-1978. Løbet blev kørt på Scandinavian Raceway-banen i Anderstorp, ca. 30 kilometer fra Jönköping i Småland.

## Vindere af Sveriges Grand Prix
| År   | Kører           | Konstruktør | Bane       | Rapport |
| ---- | --------------- | ----------- | ---------- | ------- |
| 1978 | Niki Lauda      | Brabham     | Anderstorp | Rapport |
| 1977 | Jacques Laffite | Ligier      | Anderstorp | Rapport |
| 1976 | Jody Schecter   | Tyrrell     | Anderstorp | Rapport |
| 1975 | Niki Lauda      | Ferrari     | Anderstorp | Rapport |
| 1974 | Jody Schecter   | Tyrrell     | Anderstorp | Rapport |
| 1973 | Denny Hulme     | McLaren     | Anderstorp | Rapport |